# Tour de Snowy
Le Tour de Snowy est une ancienne course cycliste féminine créée en 1998 et dont la dernière édition s'est tenue en 2002. Cette épreuve par étapes se courait en Nouvelle-Galles du Sud, en général sur neuf étapes.

## Palmarès
| Année | Vainqueur           | Deuxième            | Troisième         |
| ----- | ------------------- | ------------------- | ----------------- |
| 1998  | Deirdre Demet-Barry | Anna Wilson         | Jeannie Longo     |
| 1999  | Tracey Gaudry       | Karen Kurreck       | Lenka Ilavská     |
| 2000  | Geneviève Jeanson   | Tracey Gaudry       | Anna Wilson       |
| 2001  | Kim Bruckner        | Zinaida Stahurskaia | Margaret Hemsley  |
| 2002  | Judith Arndt        | Mirjam Melchers     | Susanne Ljungskog |